# Бергстранд-Пульсен, Элисабет
Анна Элисабет Альбертина Бергстранд-Пульсен (швед. Anna Elisabeth Albertina Bergstrand-Poulsen; 12 ноября 1887, Лонгашё, Швеция — 18 февраля 1955, Шарлоттенлунн, Дания) — шведская художница и писательница.

## Биография и творчество
Элисабет Бергстранд родилась в 1887 году в приходе Лонгашё, где её отец работал школьным учителем и органистом. Она была старшей из шестерых детей в семье. С ранних лет Элисабет проявляла способности к рисованию. В 1907 году она поступила в Технический колледж в Карлскруне вместе со своей подругой детства Гертрудой Лилья, будущей писательницей, а затем продолжила обучение в стокгольмской художественной школе Альтин. В 1909 году она поступила в Королевскую академию искусств, где училась вместе с Харриет Лёвенхьельм. После окончания учёбы Элисабет много путешествовала, совершив учебные поездки в Париж, Алжир, Флоренцию, Рим и Неаполь. В её круг общения тех лет входили Ниннан Сантессон, Сири Деркерт, Эльса Бьёркман-Гольдшмидт, Анна Лена Эльгстрём и Молли Фаустман.
В 1916 году состоялась первая выставка Элисабет Бергстранд в Стокгольме, на которой были представлены как её живописные работы, так и скульптуры. В том же году прошла ещё одна выставка в Доме художника, однако большого успеха она не имела. В 1918 году Элисабет вышла замуж за датского скульптора Акселя Пульсена, с которым познакомилась в Риме. Впоследствии у них родилось двое детей. Супруги поселились в Дании, в Шарлоттенлунне, где Аксель спроектировал и построил для них дом. Элисабет продолжала заниматься творчеством и создала серию портретов жителей провинции Смоланд, которая была высоко оценена критикой. Впоследствии она обрела свой стиль в сочетании визуальных образов и текста. В 1926 году вышла её иллюстрированная книга «Värendskvinnor från Långasjö socken i bilder och ord», за которой последовала другая в том же роде — «Värendsmän från Långasjö socken i bilder och ord». Рисунки в них перемежались фрагментами лирической прозы. В 1930 году была издана более объёмная книга, в которой текст играл более существенную роль — «Historier om gamla männsikor». В последующие годы Элисабет Бергстранд опубликовала ещё ряд книг.

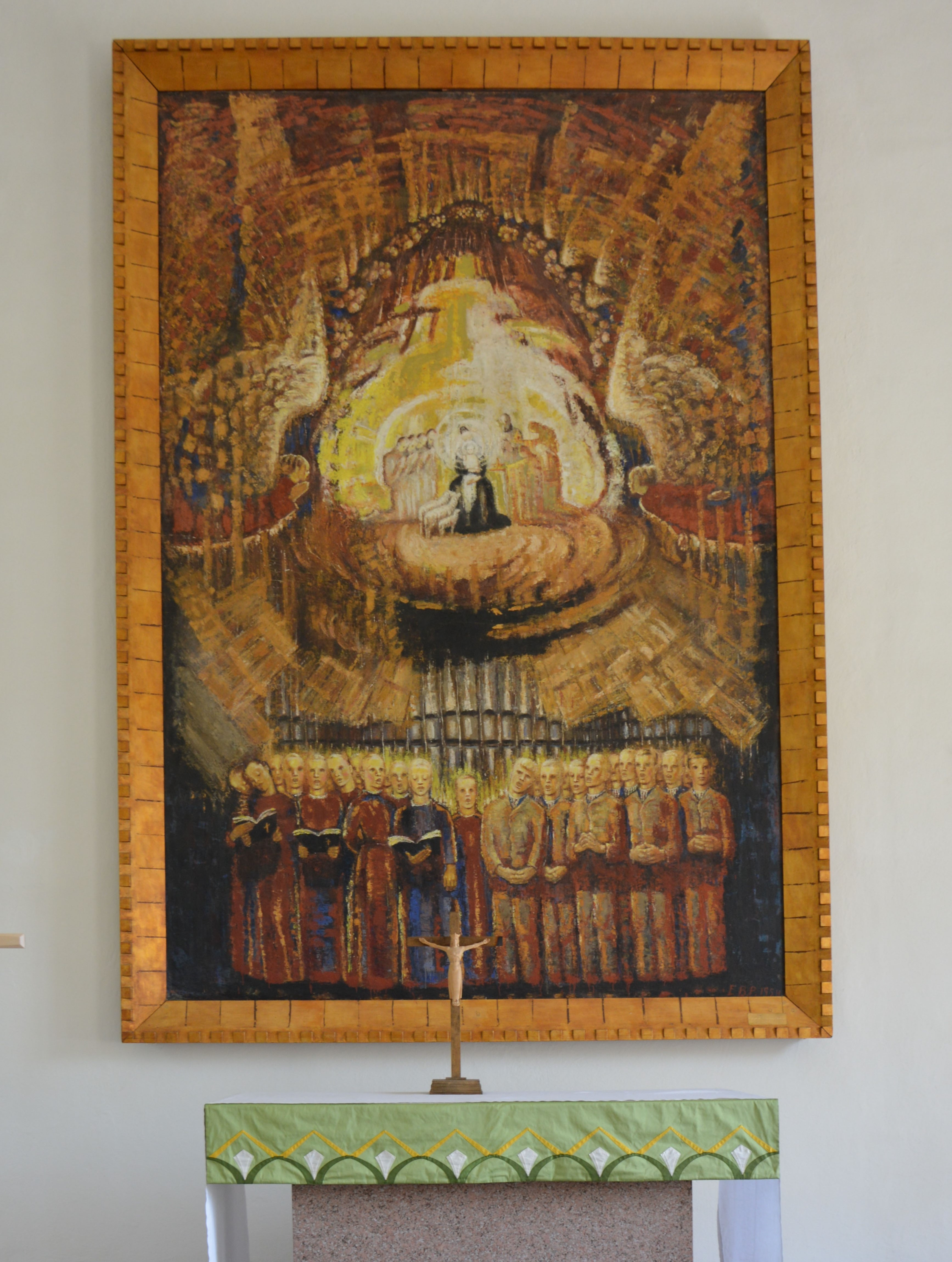
Алтарный образ в церкви Лонгашё

В 1937 году в Векшё состоялась большая ретроспективная выставка художницы, которая затем повторилась в Гётеборге и в Лунде.
В годы Второй мировой войны, в период немецкой оккупации, семья жила в постоянном страхе перед обысками, поскольку сыновья принимали участие в датском движении Сопротивления. Тем не менее Элисабет Бергстранд-Пульсен продолжала писать и в 1940 году опубликовала автобиографическую книгу «Hök, får jag låna dina vingar?», а в 1945 — «Tre högtider». Последней её книгой стала «Hustru», изданная в 1951 году. В общей сложности она написала около 20 книг, которые впоследствии переводились на разные языки. В 1942 году Бергстранд-Пульсен была награждена Медалью Литературы и искусств.
На протяжении всего творческого пути Элисабет Бергстранд-Пульсен большое значение для неё имела связь искусства с религией. Она писала алтарные картины и создавала гобелены на христианские сюжеты. Самым известным из них является «Kvinnans årstider», созданный в мастерской Барбро Нильссон и находящийся ныне в Музее Смоланда. В 1950 году художница также создала алтарный образ для церкви в Лонгашё.
Элисабет Бергстранд-Пульсен умерла в 1955 году в Шарлоттенлунне.